# Antiblemma memoranda
Antiblemma memoranda är en fjärilsart som beskrevs av William Schaus 1911. Antiblemma memoranda ingår i släktet Antiblemma och familjen nattflyn. Inga underarter finns listade i Catalogue of Life.